# Mercure de France
El Mercure de France és un mensual, i alhora una editorial d'obres literàries, establert a París. El 1958, l'editorial Gallimard el va comprar i va donar la direcció del Mercure a Simone Gallimard. El 1995, Isabelle Gallimard va reprendre les regnes de la casa prestigiosa.

## Alguns autors
L'editorial va publicar obres d'autors de llengua francesa molt famosos, com ara: Fontenelle, Jean Moréas, Louis Bertrand Castel, Ernest Raynaud, Jules Renard, Remy de Gourmont, Louis Dumur, Alfred Jarry, Albert Samain, Saint-Pol-Roux, George-Albert Aurier, Julien Leclercq, Friedrich Nietzsche, Georges Eekhoud, André Gide, Paul Claudel, Colette, Guillaume Apollinaire, Henri Michaux, Pierre Reverdy, Pierre Jean Jouve, Louis-René des Forêts, Pierre Klossowski, Eugène Ionesco i Yves Bonnefoy.